# Zvoriștea
Zvoriștea là một xã thuộc hạt Suceava, România. Dân số thời điểm năm 2002 là 6312 người.